# Lijst van voetbalinterlands Australië - Japan
Deze lijst van voetbalinterlands is een overzicht van alle officiële voetbalwedstrijden tussen de nationale teams van Australië en Japan. De landen speelden tot op heden 28 keer tegen elkaar. De eerste ontmoeting, een vriendschappelijke interland, werd gespeeld in Sydney op 30 maart 1968. Het laatste duel, een kwalificatiewedstrijd voor het Wereldkampioenschap voetbal 2026, vond plaats op 5 juni 2025 in Perth.

## Wedstrijden
| №  | Plaats         | Datum             | Competitie                   | Wedstrijd         | Uitslag |
| -- | -------------- | ----------------- | ---------------------------- | ----------------- | ------- |
| 1  | Sydney         | 30 maart 1968     | Vriendschappelijk            | Australië – Japan | 2 – 2   |
| 2  | Melbourne      | 31 maart 1968     | Vriendschappelijk            | Australië – Japan | 3 – 1   |
| 3  | Adelaide       | 4 april 1968      | Vriendschappelijk            | Australië – Japan | 1 – 3   |
| 4  | Seoel          | 10 oktober 1969   | WK 1970 kwalificatie         | Japan – Australië | 1 – 3   |
| 5  | Seoel          | 16 oktober 1969   | WK 1970 kwalificatie         | Australië – Japan | 1 – 1   |
| 6  | Hiroshima      | 22 mei 1994       | Vriendschappelijk            | Japan – Australië | 1 – 1   |
| 7  | Tokio          | 29 september 1994 | Vriendschappelijk            | Japan – Australië | 0 – 0   |
| 8  | Sydney         | 15 februari 1995  | Vriendschappelijk            | Australië – Japan | 2 – 1   |
| 9  | Wollongong     | 10 februari 1996  | Vriendschappelijk            | Australië – Japan | 1 – 4   |
| 10 | Melbourne      | 14 februari 1996  | Vriendschappelijk            | Australië – Japan | 3 – 0   |
| 11 | Adelaide       | 15 februari 1998  | Vriendschappelijk            | Australië – Japan | 0 – 3   |
| 12 | Yokohama       | 7 juni 2001       | FIFA Confederations Cup 2001 | Japan – Australië | 1 – 0   |
| 13 | Shizuoka       | 15 augustus 2001  | Vriendschappelijk            | Japan – Australië | 3 – 0   |
| 14 | Kaiserslautern | 12 juni 2006      | WK 2006                      | Australië – Japan | 3 – 1   |
| 15 | Hanoi          | 21 juli 2007      | Azië Cup 2007                | Japan – Australië | 1 – 1   |
| 16 | Yokohama       | 11 februari 2009  | WK 2010 kwalificatie         | Japan – Australië | 0 – 0   |
| 17 | Melbourne      | 17 juni 2009      | WK 2010 kwalificatie         | Australië – Japan | 2 – 1   |
| 18 | Doha           | 29 januari 2011   | Azië Cup 2011                | Japan – Australië | 1 – 0   |
| 19 | Brisbane       | 12 juni 2012      | WK 2014 kwalificatie         | Australië – Japan | 1 – 1   |
| 20 | Saitama        | 4 juni 2013       | WK 2014 kwalificatie         | Japan – Australië | 1 – 1   |
| 21 | Hwaseong       | 25 juli 2013      | Oost-Azië Cup 2013           | Japan − Australië | 3 − 2   |
| 22 | Osaka          | 18 november 2014  | Vriendschappelijk            | Japan − Australië | 2 − 1   |
| 23 | Melbourne      | 11 oktober 2016   | WK 2018 kwalificatie         | Australië − Japan | 1 − 1   |
| 24 | Saitama        | 31 augustus 2017  | WK 2018 kwalificatie         | Japan − Australië | 2 − 0   |
| 25 | Saitama        | 12 oktober 2021   | WK 2022 kwalificatie         | Japan − Australië | 2 − 1   |
| 26 | Sydney         | 24 maart 2022     | WK 2022 kwalificatie         | Australië − Japan | 0 − 2   |
| 27 | Saitama        | 15 oktober 2024   | WK 2026 kwalificatie         | Japan − Australië | 1 − 1   |
| 28 | Perth          | 5 juni 2025       | WK 2026 kwalificatie         | Australië − Japan | 1 − 0   |

## Samenvatting
| Competitie              | Totaal gespeeld | Winst Australië | Gelijk | Winst Japan | Doelsaldo Australië – Japan |
| ----------------------- | --------------- | --------------- | ------ | ----------- | --------------------------- |
| WK-eindronde            | 1               | 1               | 0      | 0           | 3 − 1                       |
| WK-kwalificatie         | 12              | 3               | 6      | 3           | 12 − 13                     |
| FIFA Confederations Cup | 1               | 0               | 0      | 1           | 0 − 1                       |
| Azië Cup                | 2               | 0               | 1      | 1           | 1 − 2                       |
| Oost-Azië Cup           | 1               | 0               | 0      | 1           | 2 − 3                       |
| Vriendschappelijk       | 11              | 3               | 3      | 5           | 14 − 20                     |
| Totaal                  | 28              | 7               | 10     | 11          | 32 − 40                     |

Wedstrijden bepaald door strafschoppen worden, in lijn met de FIFA, als een gelijkspel gerekend.

## Details

### Zesde ontmoeting
| Kirin Cup (Hiroshima, Japan, 22 mei 1994): |              | |
| Japan | 1 – 1        | Australië |
| Tetsuya Asano 6' | goals        | 68' Aurelio Vidmar |
| Falcão | bondscoach   | Eddie Thompson |
| Kazuya Maekawa Koji Kondo Yoshihiro Natsuka Masami Ihara Tetsuji Hashiratani Teruo Iwamoto Yoshiaki Sato 46' Tetsuya Asano 83' Masaaki Sawanobori Masakiyo Maezono 30' Kazuyoshi Miura | opstellingen | 36' Robert Zabica Tony Vidmar Alexander Tobin Milan Ivanovic Mehmet Durakovic Paul Wade Robbie Slater Ned Zelic Carl Veart Aurelio Vidmar Jason van Blerk |
| Kenta Hasegawa 30' Takafumi Ogura 46' Hajime Moriyasu 83' | wissels      | 36' Zeljko Kalac |
| Masakiyo Maezono 18' Yoshihiro Natsuka 60' | gele kaarten | 21' Ned Zelic |

### Zevende ontmoeting
| Kirin Cup (Tokio, Japan, 29 september 1994): |              | |
| Japan | 0 – 0        | Australië |
| | goals        | |
| Falcão | bondscoach   | Eddie Thompson |
| Shinkichi Kikuchi Yoshiro Moriyama 74' Yoshihiro Natsuka Masami Ihara Masahiro Endo 81' Tetsuji Hashiratani Masaaki Sawanobori Teruo Iwamoto Takahiro Yamada 73' Masakiyo Maezono Nobuhiro Takeda | opstellingen | Zeljko Kalac Tony Vidmar Mehmet Durakovic Milan Ivanovic Alex Tobin Paul Wade Stan Lazaridis Ross Aloisi Alistair Edwards 83' Damian Mori 74' John Markovski |
| Tsuyoshi Kitazawa 73' Akira Narahashi 74' Naoto Otake 81' | wissels      | 74' Warren Spink 83' Gabriel Mendez |
| | gele kaarten | 48' Alex Tobin 74' Ross Aloisi |

### Veertiende ontmoeting
| WK 2006 (Kaiserslautern, Duitsland, 12 juni 2006): |              | |
| Australië | 3 – 1        | Japan |
| Tim Cahill 84' Tim Cahill 89' John Aloisi 90+2' | goals        | 26' Shunsuke Nakamura |
| Guus Hiddink | bondscoach   | Zico |
| Mark Schwarzer Lucas Neill Marco Bresciano 53' Jason Čulina Brett Emerton Mark Viduka Harry Kewell Vince Grella Scott Chipperfield Luke Wilkshire 75' Craig Moore 61' | opstellingen | Yoshikatsu Kawaguchi Yuichi Komano Tsuneyasu Miyamoto Hidetoshi Nakata Naohiro Takahara Shunsuke Nakamura Alessandro Santos Takashi Fukunishi 56' Keisuke Tsuboi 79' Atsushi Yanagisawa Yuji Nakazawa |
| Tim Cahill 53' Joshua Kennedy 61' John Aloisi 75' | wissels      | 56' 90+1' Teruyuki Moniwa 79' Shinji Ono 90+1' Masashi Oguro |
| Vince Grella 33' Craig Moore 58' Tim Cahill 69' John Aloisi 78' | gele kaarten | 31' Tsuneyasu Miyamoto 40' Naohiro Takahara 68' Teruyuki Moniwa |

### Twintigste ontmoeting
| WK 2014 kwalificatie (Saitama, Japan, 4 juni 2013): |              | |
| Japan | 1 – 1        | Australië |
| Keisuke Honda 90+1' (pen.) | goals        | 82' Tommy Oar |
| Alberto Zaccheroni | bondscoach   | Holger Osieck |
| Eiji Kawashima Maya Yoshida Yuto Nagatomo Atsuto Uchida 85' Yasuhito Endō Keisuke Honda Yasuyuki Konno Makoto Hasebe Shinji Okazaki 87' Ryōichi Maeda 80' Shinji Kagawa         | opstellingen | Mark Schwarzer Saša Ognenovski Lucas Neill Mark Milligan Luke Wilkshire 90+4' Robbie Kruse Tommy Oar Tim Cahill 72' Brett Holman Matt McKay Mark Bresciano              |
| Yuzo Kurihara 80' Mike Havenaar 85' Hiroshi Kiyotake 87' Shusaku Nishikawa Masahiko Inoha Gōtoku Sakai Hajime Hosogai Kengo Nakamura Takashi Inui Hideto Takahashi Hiroki Sakai | wissels      | 72' Dario Vidošić 90+4' Archie Thompson Eugene Galeković Ivan Franjić Joshua Kennedy Jade North Ryan McGowan James Holland Robert Cornthwaite Tom Rogić Michael Thwaite |
| Makoto Hasebe 22' | gele kaarten | 88' Mark Bresciano 90' Matt McKay |

### 22ste ontmoeting
| Vriendschappelijk (Osaka, Japan, 18 november 2014): |              | |
| Japan | 2 – 1        | Australië |
| Yasuyuki Konno 61' Shinji Okazaki 68' | goals        | 90' Tim Cahill |
| Javier Aguirre | bondscoach   | Ange Postecoglou |
| Eiji Kawashima Masato Morishige Maya Yoshida Kosuke Ota Gōtoku Sakai Yoshinori Muto 57' Shinji Kagawa Keisuke Honda Makoto Hasebe Yasuhito Endō 46' Shinji Okazaki 76'                         | opstellingen | Mathew Ryan Trent Sainsbury Ivan Franjić Aziz Behich Alex Wilkinson 73' Matt McKay 63' Massimo Luongo Mile Jedinak 64' James Troisi Mathew Leckie 88' Robbie Kruse                 |
| Yasuyuki Konno 46' Takashi Inui 57' Yōhei Toyoda 76' Shusaku Nishikawa Masaaki Higashiguchi Atsuto Uchida Ken Matsubara Gen Shōji Tsukasa Shiotani Taishi Taguchi Gaku Shibasaki Ryota Morioka | wissels      | 63' Mitch Nichols 64' Mark Bresciano 73' Tim Cahill 88' Aaron Mooy Mitchell Langerak Nikolai Topor-Stanley Jason Davidson James Holland Chris Herd Joshua Brillante Oliver Bozanić |
| | gele kaarten | 45' Mile Jedinak 70' Ivan Franjić |